# 유럽 남자 핸드볼 선수권 대회
유럽 남자 핸드볼 선수권 대회는 유럽 핸드볼 연맹(EHF) 주관으로 2년에 한번씩 열리는 국제 핸드볼 대회이다.

## 역대 대회
| 연도        | 개최지     |        | 결승전  | 결승전     | 결승전       |         | 3·4위 결정전 | 3·4위 결정전 | 3·4위 결정전 |
| 연도        | 개최지     | 우승   | 점수    | 2위        | 3위          | 점수    | 4위          |              |              |
| 1994 상세히 | 포르투갈   | 스웨덴 | 34 - 21 | 러시아     | 크로아티아   | 24 - 23 | 덴마크       |              |              |
| 1996 상세히 | 스페인     | 러시아 | 23 - 22 | 스페인     | 유고슬라비아 | 26 - 25 | 스웨덴       |              |              |
| 1998 상세히 | 이탈리아   | 스웨덴 | 25 - 23 | 스페인     | 프랑스       | 30 - 28 | 러시아       |              |              |
| 2000 상세히 | 크로아티아 | 스웨덴 | 32 - 31 | 러시아     | 스페인       | 24 - 23 | 프랑스       |              |              |
| 2002 상세히 | 스웨덴     | 스웨덴 | 33 - 31 | 독일       | 덴마크       | 29 - 22 | 아이슬란드   |              |              |
| 2004 상세히 | 슬로베니아 | 독일   | 30 - 25 | 슬로베니아 | 덴마크       | 31 - 27 | 크로아티아   |              |              |
| 2006 상세히 | 스위스     | 프랑스 | 31 - 23 | 스페인     | 덴마크       | 32 - 27 | 크로아티아   |              |              |
| 2008 상세히 | 노르웨이   | 덴마크 | 24 - 20 | 크로아티아 | 프랑스       | 36 - 26 | 독일         |              |              |
| 2010 상세히 | 오스트리아 | 프랑스 | 25 - 21 | 크로아티아 | 아이슬란드   | 29 - 26 | 폴란드       |              |              |
| 2012 상세히 | 세르비아   | 덴마크 | 21 - 19 | 세르비아   | 크로아티아   | 31 - 27 | 스페인       |              |              |
| 2014 상세히 | 덴마크     | 프랑스 | 41 - 32 | 덴마크     | 스페인       | 29 - 28 | 크로아티아   |              |              |
| 2016 상세히 | 폴란드     | 독일   | 24 - 17 | 스페인     | 크로아티아   | 31 - 24 | 노르웨이     |              |              |
| 2018 상세히 | 크로아티아 | 스페인 | 29 - 23 | 스웨덴     | 프랑스       | 32 - 29 | 덴마크       |              |              |